# احمد مجد

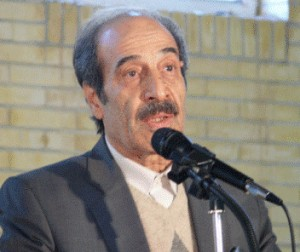
مجد در هجدهمین کنگره ملی و ششمین کنگره بین‌المللی زیست‌شناسی ایران

احمد مجد یک نویسنده و استاد دانشگاه ایرانی است. او در سال ۱۳۸۳ از سوی دانشگاه خوارزمی به عنوان چهره ماندگار زیست‌شناسی معرفی شد؛ همچنین در سال ۱۳۸۵ موفق به اخذ عنوان پژوهشگر برگزیده شد.

## زندگی
احمد مجد (زاده ۳ اردیبهشت ۱۳۲۲، محلات) در خانواده‌ای فرهنگی به دنیا آمد. پدر و پدر بزرگش از بانیان آموزش و پرورش این شهر بودند و احمد، مقطع دبستان را در مدرسه حسین مجد (مدرسه‌ای به نام پدر بزرگ وی) به پایان رساند. او تحصیلات مقطع متوسطه را در رشته طبیعی و در سال ۱۳۳۹ به پایان رساند و در همان سال وارد دانشسرای عالی تهران (نام پیشین دانشگاه خوارزمی) شد و در رشته مورد علاقه اش یعنی زیست‌شناسی مشغول به تحصیل شد. در سال ۱۳۴۲ با رتبه اول از دانشگاه فارغ‌التحصیل گشت و در همان سال به استخدام وزارت آموزش و پرورش ایران درآمد و متعهد شد که در همان وزارتخانه، دوران تعهد خدمت خود را به انجام رساند.

## سوابق تحصیلی
- کارشناسی: رتبه اول در زیست‌شناسی - دانشسرای عالی تهران (نام پیشین دانشگاه خوارزمی) - تهران (۱۳۴۲–۱۹۶۳)
- کارشناسی ارشد: رشته سیتولوژی و مورفوژنز گیاهی - دانشگاه پیر و ماری کوری - پاریس (۱۳۵۳–۱۹۷۴)
- دکتری: رشته سیتولوژی و مورفوژنز گیاهی - دانشگاه پیر و ماری کوری - پاریس (۱۳۵۷–۱۹۷۸)

## کتاب‌ها
از جمله معروف‌ترین آثار وی می‌توان به کتاب زیست‌شناسی سلولی و مولکولی اشاره کرد که با کمک محمدعلی شریعت زاده نوشته شد؛ این کتاب در ۲ جلد و توسط انتشارات دانشگاه اراک در سال ۱۳۷۵ منتشر شد. این کتاب در هفدهمین دوره کتاب سال برنده جایزه تشویقی کتاب سال جمهوری اسلامی ایران شد.
او همچنین موفق به ترجمه ۳ جلد اطلس زیست‌شناسی شده‌است.